# Tejstefiskar
Tejstefiskar (Pholidae) är en familj i underordningen tånglakelika fiskar (Zoarcoidei). Det finns 4 släkten med 14 arter som lever i kustregioner av norra Stilla havet och norra Atlanten. Deras kroppsform liknar ålens och de har långa rygg- och analfenor.
I Europa finns arten tejstefisk (Pholis gunnellus) i östra och västra Nordatlanten från östra Nordamerika och Vita havet till Biscayabukten.
Amerikanska arter är omtyckta som matfiskar. Den europeiska arten har på grund av sin ringa storlek (15 till 25 cm längd) ingen ekonomisk betydelse.
Arterna äter kräftdjur och blötdjur.